# Gerard Amoukou Gnanhouan
Gérard Gnanhouan (nacido el 12 de febrero de 1979 en Adzopé) es un arquero de fútbol marfileño, retirado.

## Selección nacional
Ha sido internacional con la selección de fútbol de Costa de Marfil, ha jugado 8 partidos internacionales

### Participaciones en Copas del Mundo
| Mundial                        | Sede     | Resultado    |
| ------------------------------ | -------- | ------------ |
| Copa Mundial de Fútbol de 2006 | Alemania | Primera fase |

### Participaciones internacionales
| Torneo                         | Sede   | Resultado  |
| ------------------------------ | ------ | ---------- |
| Copa Africana de Naciones 2006 | Egipto | Subcampeón |

## Clubes
| Club                          | País    | Año       |
| ----------------------------- | ------- | --------- |
| Guingamp                      | Francia | 1998-2002 |
| Sochaux                       | Francia | 2002-2005 |
| Montpellier                   | Francia | 2005-2008 |
| US Créteil-Lusitanos (cedido) | Francia | 2006-2007 |
| Montpellier                   | Francia | 2007-2008 |
| ES Fréjus                     | Francia | 2008-2009 |
| Vannes OC                     | Francia | 2009-2011 |
| US Avranches                  | Francia | 2011-2013 |
| Sochaux B                     | Francia | 2014-2016 |